# VI Liceum Ogólnokształcące im. Janusza Korczaka w Sosnowcu
VI Liceum Ogólnokształcące im. Janusza Korczaka – liceum sosnowieckie, popularnie nazywane Korczak.

## Historia
Szkoła powstała w 1991 roku. W tym budynku przed stworzeniem „Korczaka” znajdowało się Studium Nauczycielskie. Od roku 1992 Dyrektorem liceum była mgr Maria Drąg, wicedyrektorem mgr Anna Dziewior. W tym okresie narodziła się jedna z tradycji szkoły, czyli „chrzest” klas pierwszych. Od tego czasu co roku organizowane są rajdy integrujące młodzież. Dopiero 6 czerwca 1998 roku nadano szkole imię Janusza Korczaka. Wrzesień 2000 roku przyniósł kolejne zmiany. Połączono VI Liceum Ogólnokształcące im. Janusza Korczaka i Szkołę Podstawową nr 45, wskutek czego powstał Zespół Szkół Ogólnokształcących nr 2 w Sosnowcu. Dyrektorem ZSO nr 2 został mgr Marek Wiewiórowski, a jego zastępcą mgr Anna Dziewior. 8 grudnia 2006 roku szkole został przekazany sztandar. 20 grudnia 2013 roku powstało szkolne radio internetowe „Po prostu!”. Od 1 września 2018 roku szkoła znajduje się przy ulicy Zamenhofa 15 w Sosnowcu. W roku 2018 p.o. dyrektora została mgr Joanna Napora-Ćmachowska. Od roku 2019 dyrektorem szkoły jest mgr Maria Policht. W 2023 roku p.o. dyrektora został mgr Paweł Lekszycki.

## Szkoła dziś
Szkoła po dziś dzień odnosi bardzo dużo sukcesów. Co roku w klasach językowych organizowane są projekty międzynarodowe. Jednym z największych projeków był II Festiwal Młodych Kinomanów w Les Mureaux w kwietniu 2006 roku. Uczniowie brali też udział w Europejskim Forum Licealistów Idar-Oberstain, Międzynarodowym Festiwalu Filmowym we Włoszech i Światowym Młodzieżowym Forum dotyczącym zdrowia w Indiach. VI LO im. Janusza Korczaka współpracuje z Towarzystwem Przyjaciół Dzieci, sosnowieckim Hospicjum św. Tomasza oraz dąbrowskim Stowarzyszeniem „Civitas”. Szkoła należy do Polskiego Stowarzyszenia im. Janusza Korczaka. Posiada tytuł Szkoły z Klasą i Certyfikat Śląskiej Sieci Szkół Promujących Zdrowie. „Korczak” uczestniczy w Odyseji Umysłu zbierając kilkakrotnie wysokie nagrody i sukcesy. Szkoła prowadzi szkolne radio Radio Po Prostu. Liceum współpracuje z Uniwersytetem Śląskim m.in. realizując w latach 2009–2012 projekt „Partnerzy w nauce” oraz Wyższą Szkołą Humanitas w Sosnowcu, która jest organizatorem warsztatów dziennikarskich dla młodych talentów. Uczniowie liceum biorą czynny udział w wolontariacie. W roku 2018 VI Liceum zdobyło wyróżnienie w postaci Brązowej Tarczy w Rankingu „Perspektywy” znajdując się w liście pięciuset najlepszych liceów w Polsce.
Szkoła ma duże sukcesy sportowe. W 2007 roku liceum osiągnęło tytuł Mistrza Śląska w koszykówce chłopców. W 2010 roku Krzysztof Brzozowski –  absolwent „Korczaka” – zdobył złoty medal igrzysk olimpijskich młodzieży. Akcje „Gramy dla Kuby”, „Gramy dla Mateusza”, Uroczystość z okazji 25-lecia szkoły, Korczakiada – interdyscyplinarny konkurs dla gimnazjalistów, Debata „E jak Edukacja” z udziałem Posła Borysa Budki, Barbary Chrobak, Prezydenta Sosnowca Arkadiusza Chęcińskiego, Zastępcy Prezydenta Zbigniewa Byszewskiego oraz Radnego Rady Miasta Wojciecha Nitwinko to jedne z wielu wydarzeń organizowanych przez liceum.

## Znani absolwenci szkoły
- Michał Czernecki – aktor[4]
- Paweł Cyz – muzyk[5]
- Krzysztof Brzozowski – kulomiot[2]
- Kamil Kubas – piosenkarz[6]

## Dyrektorzy szkoły
- Maria Drąg (1992–2000)
- Marek Wiewiórowski (2000–2018)
- Joanna Napora-Ćmachowska (2018–2019)
- Maria Policht (2019–2023)
- Paweł Lekszycki – od 2023